# Таласький Ала-Тоо
Таласький Ала-Тоо (кирг. Талас Ала-Тоосу; каз. Талас Алатауы; Кирзизький Ала-Тоо, Таласький Алатау) — гірський хребет, розташований у системі Західного Тянь-Шаню. Питома частина хребта розташована на території Киргизстану, частково — у південному Казахстані.
Таласький Ала-Тоо відділяє Талаську долину від інших хребтів і долин Західного Тянь-Шаню і західної частини так званого Внутрішнього Тянь-Шаню.
Довжина Таласького Ала-Тоо становить близько 270 км. Найвищі піки — до 4 482 м — гора Манас.
Геологічна будова хребта представлена переважно метаморфічними сланцями та гранітами, створюючими скелястий гребінь. На частині території хребта є льодовики, що живлять річки Талас та Арись. У відрогах Таласького Алатау беруть свій початок річки (Майдантал і Ойгаінг), які згодом утворюють річку Пскем.
На Талаському Ала-Тоо є кам'янисті високогір'я та високогірні альпійські луки, з характерною рослинністю (субальпійських і альпійських лугів і лісостепів), на яких здійснюється випас худоби.
| Казахстан | Це незавершена стаття з географії Казахстану. Ви можете допомогти проєкту, виправивши або дописавши її. |

| Узбекистан | Це незавершена стаття з географії Узбекистану. Ви можете допомогти проєкту, виправивши або дописавши її. |

| Киргизстан | Це незавершена стаття з географії Киргизстану. Ви можете допомогти проєкту, виправивши або дописавши її. |